# Едуард Аснър
Едуард Аснър (на английски: Eddie Asner; 15 ноември 1929 г. – 29 август 2021 г.) е американски актьор и бивш президент на Гилдията на екранните актьори (1981 – 1985).
Известен е с ролята си на Лу Грант в „Шоуто на Мери Тайлър Мур“ и продължението му „Лу Грант“, за чието изпълнение печели пет награди Еми, три от първия сериал и две от втория и четири Златни глобуса. Той също така печели Еми и Златен глобус за най-добър поддържащ актьор за ролята си в минисериала „Богат, беден“ от 1976.
Аснър озвучава Карл Фридриксън във филма на Pixar „В небето“ и Джей Джона Джеймисън в „Спайдърмен: Анимационният сериал“.
От 1992 г. има звезда на Холивудската алея на славата.

## Смърт
Умира от естествена смърт на 91 години в Лос Анджелис.